# 헨리 라모스
헨리 라모스(Henry Ramos, 1992년 4월 15일 ~ )는 푸에르토리코의 야구 선수이자, 현 레오네스 데 유카탄의 외야수이다.

## 미국 프로야구 시절
2021년에 애리조나 다이아몬드백스에 입단하였다.

## 한국 프로야구 시절

### kt 위즈시절
2022년에 제러드 호잉을 대체할 야수로 영입되었다. 2022년 4월 23일 NC 다이노스와의 경기에서 발가락 골절상을 당했고, 회복 기간이 길어져 2022년 5월 26일에 방출되었다.

## 미국 프로야구 복귀
2023년에 신시내티 레즈와 마이너 계약을 했다.

## 한국 프로야구 복귀

### 두산 베어스시절
2024년에 호세 로하스를 대체할 외국인 야수로 영입되었다. 성적은 초반에는 힘들었지만 요즘에는 1번타자로 나오면서 잘하고있다. 그러나 최근 태업성 플레이 속출로 인해 2024년 7월 23일에 방출되었고, 그의 대체 외인으로는 제러드 영이 영입되었다.